# Кузьма Киянин
Кузьма Киянин (у літописному тексті його називають Кузьмище; ? — ?) — милостник (милостниками в часи Київської Русі називали людей, які були залежними від князя і отримували від нього «милость» — коней, зброю, землю — або ж були їх вільновідпущениками) Владимирського і Суздальського князя Андрія Боголюбського, відомий з повісті про вбивство цього князя (1174), вміщеної до Київського літопису. Згідно з текстом повісті, Кузьма закликав убивць князя укрити його тіло і занести в церкву. Деякі дослідники[які?] вважають, що повість була вписана до зведення Київського літопису, що створювалося 1179 року при дворі великого князя київського Святослава Всеволодича, або на підставі розповіді самого Кузьми, або навіть самим Кузьмою. За гіпотезою Бориса Рибакова, Кузьма також є автором іншомовних літописних фрагментів, переважно повідомлень про закладення церков, що збереглися у Владимирському зводі (1155–75) і представлені Лаврентіївською й Іпатіївською редакціями.